# Soziale Probleme (Zeitschrift)
Soziale Probleme ist eine halbjährlich erscheinende Fachzeitschrift, die seit 1990 im Namen des Vorstandes der „Sektion Soziale Probleme und soziale Kontrolle“ der Deutschen Gesellschaft für Soziologie erscheint. Die Zeitschrift dient als Diskussionsforum für „sozialwissenschaftlicher Forschungen über Konstruktionen, Ursachen, Entwicklungen, Auswirkungen und Funktionen sozialer Probleme und sozialer Kontrolle.“ In ihr finden sich Beiträge aus dem Umfeld der Kritischen Kriminologie und der sozialwissenschaftlichen Suchtforschung.
Die Zeitschrift erschien bis 2014 im Centaurus Verlag, seit 2015 bei Springer VS und seit 2023 bei Beltz. Die inhaltliche Verantwortung trägt seit dem 22. Jahrgang 2011 ein zwölfköpfiger Herausgeberkreis. Alle Zeitschriftenbeiträge der ersten 21 Jahrgänge sind kostenlos abrufbar (Stand 2015).